# توم سافاج (رسام)
توم سافاج (بالإنجليزية: Tom Savage)‏ هو رسام أمريكي، ولد في 28 نوفمبر 1953.